# Radechov
Radechov (německy Radigau) je malá vesnice, část obce Radonice v okrese Chomutov. Nachází se asi 1,5 km na jihozápad od Radonic. Leží v katastrálním území Radonice u Kadaně o výměře 13,17 km².

## Název
Původní název vesnice byl odvozen z osobního jména Radoch nebo Radech ve významu Radochův dvůr. V historických pramenech se jméno vesnice vyskytuje ve tvarech: de Radechowa (1360), in Radochow (1395), in villa Radechow (1416), in Radechowie (1447), w Radochowie (1545), Radigau (1619), Radikow (1654) a Ratigau nebo Radigau (1787 a 1846).

## Historie

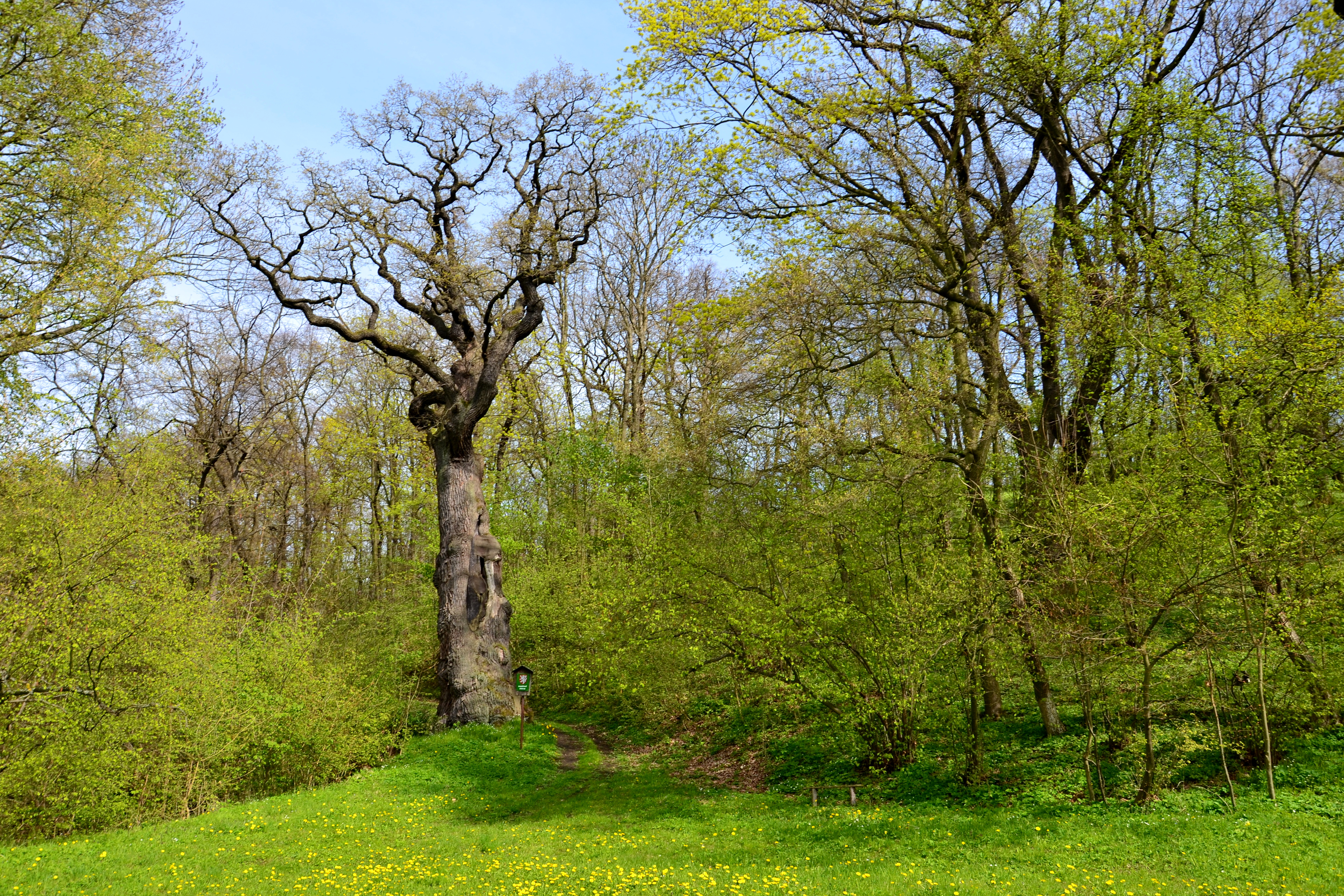
Dub u Radechova

Místo, kde Radechov stojí, bylo osídleno už neolitu a také v pozdní době hradištní od jedenáctého do první poloviny třináctého století.

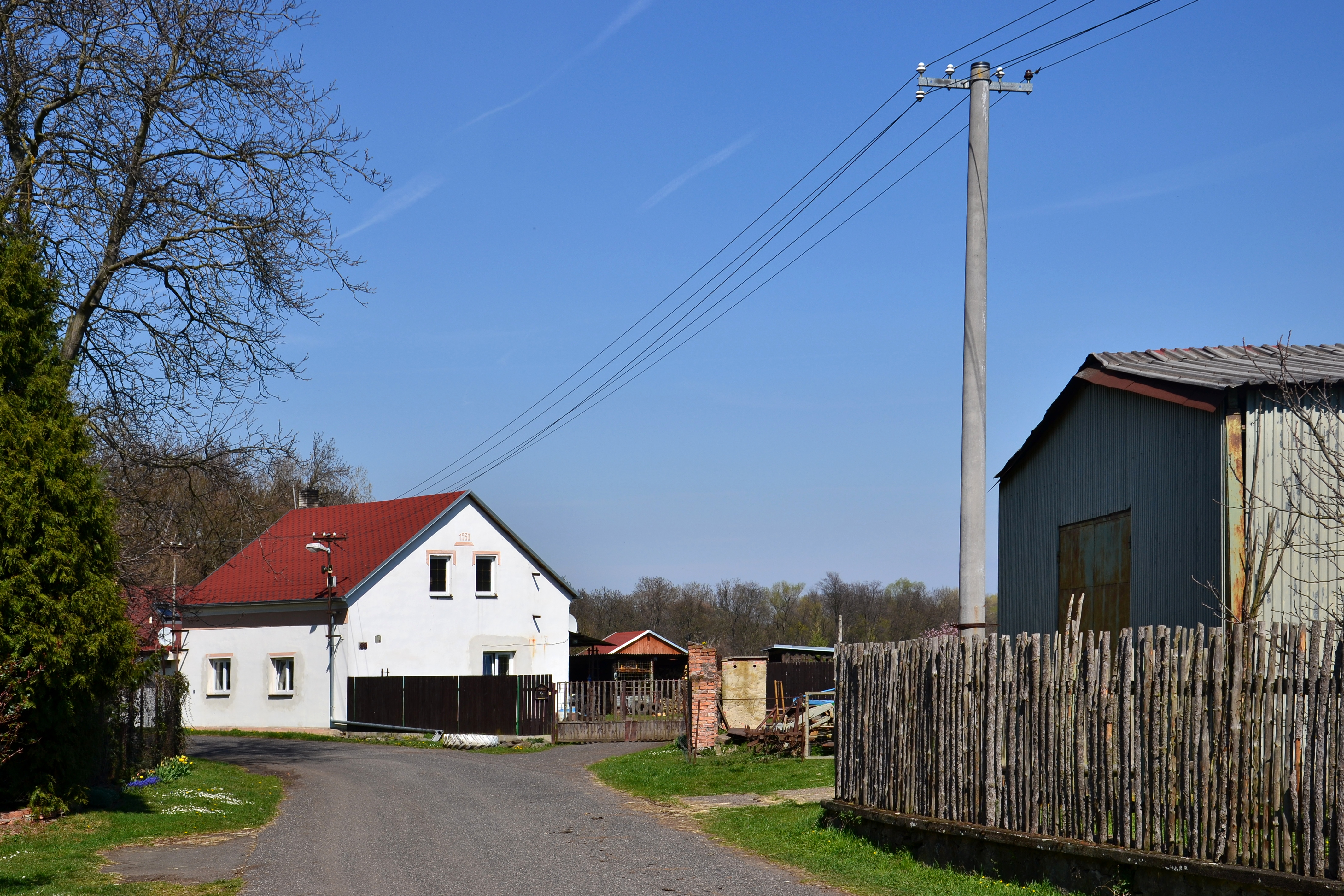
Dům čp. 38

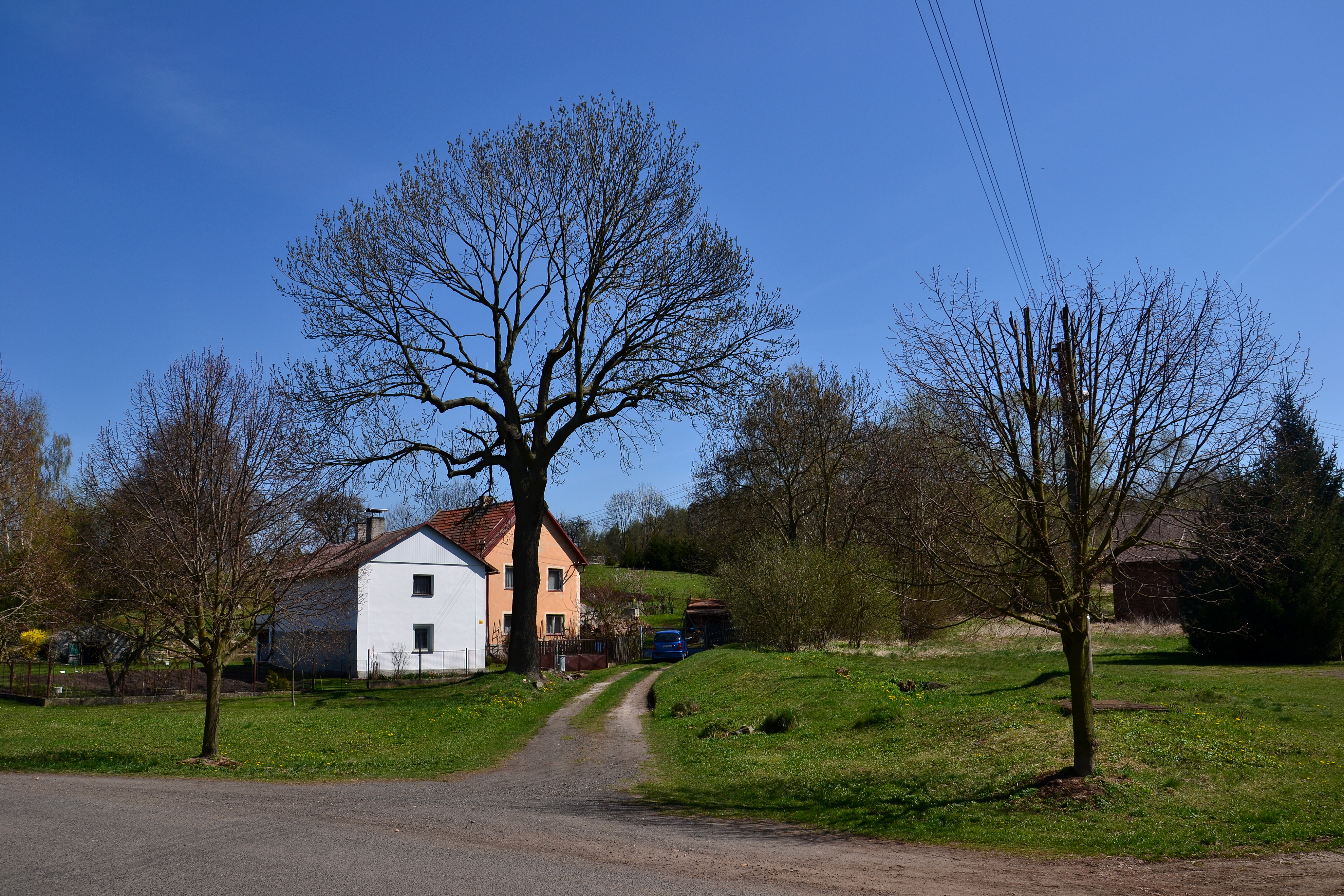
Dům čp. 5

První písemná zmínka o vesnici pochází z roku 1360 a uvádí rytíře Sobotku z Radechova obviněného z krádeže obilí. V následujících letech se jako majitelé vystřídali rody Žďárských ze Žďáru, Milhostů z Mašťova, vladyků z Deštnice a Ojířů z Očedělic. Vesnice tehdy byla rozdělena nejméně na dvě části, protože v roce 1447 došlo k jejímu připojení k Vintířovu, ale část zůstala součástí Vojnína. Na počátku šestnáctého století patřil Radechov k hasištejnskému panství. Tvořil součást pětipeského statku, který při dělení majetku získal v roce 1518 Zikmund Hasištejnský z Lobkovic. Ten však celý statek hned další rok prodal Oplovi z Fictumu. Opl byl roku 1530 odsouzen za provozování penězokazecké dílny ke ztrátě veškerého majetku, který získali do zástavy Šlikové. V roce 1547 se za Albrechta Šlika stal Radechov trvalou součástí vintířovského panství.
Třicetiletá válka vesnici zřejmě příliš nepostihla, protože berní rula z roku 1654 uvádí patnáct domů. Sedm z nich patřilo obci a v dalších žilo pět sedláků a dva chalupníci. Dohromady měli dvanáct potahů, devět krav, osmnáct jalovic, třináct ovcí a 51 prasat. Řemeslo zde provozoval švec a krejčí. K vesnici patřil také mlýn se dvěma náhony a velký rybník. Do konce osmnáctého století se počet domů přibližně zdvojnásobil a později rostl již jen málo.
Na počátku třicátých let dvacátého století byly ve vesnici kovárna, trafika, hostinec a prodejna lahvového piva. Z řemeslníků tu dále pracovali bednář a dva ševci. Za ostatními službami (škola, lékař, kostel) docházeli radechovští do Radonic. Během druhé světové války byl v domě čp. 1 zřízen zajatecký tábor, ve kterém bydlelo šestnáct francouzských zajatců, kteří pracovali na polích nebo v hnědouhelném dole Františka nedaleko Radonic. Po vystěhování Němců zůstala ve vesnici asi třetina původního počtu obyvatel a mnoho budov bylo zbořeno.

## Obyvatelstvo
Při sčítání lidu v roce 1921 zde žilo 182 obyvatel (z toho 86 mužů), z nichž byli čtyři Čechoslováci, 166 Němců a dvanáct cizinců. Kromě jednoho evangelíka a jednoho člověka bez vyznání patřili k římskokatolické církvi. Podle sčítání lidu z roku 1930 měla vesnice 203 obyvatel: čtyři Čechoslováky a 199 Němců. Všichni byli římskými katolíky.
|                                                                        | 1869 | 1880 | 1890 | 1900 | 1910 | 1921 | 1930 | 1950 | 1961 | 1970 | 1980 | 1991 | 2001 | 2011 | 2021 |
| ---------------------------------------------------------------------- | ---- | ---- | ---- | ---- | ---- | ---- | ---- | ---- | ---- | ---- | ---- | ---- | ---- | ---- | ---- |
| Obyvatelé                                                              | 162  | 180  | 196  | 183  | 158  | 182  | 203  | 66   | 62   | 59   | 48   | 23   | 22   | 15   | 34   |
| Domy                                                                   | 32   | 35   | 36   | 36   | 34   | 34   | 35   | 36   | —    | 15   | 14   | 15   | 13   | 13   | 14   |
| Počet domů z roku 1961 je zahrnut v celkovém počtu domů obce Radonice. |      |      |      |      |      |      |      |      |      |      |      |      |      |      |      |

## Obecní správa
Při sčítání lidu v roce 1869 Radechov patřil jako osada k obci Vintířov. V letech 1880–1950 byl obcí v okrese Kadaň a od roku 1961 patří do okresu Chomutov jako část obce Radonice.

## Pamětihodnosti
- Na návsi u rybníka stávala kaple Nejsvětější Trojice z roku 1773. Měla obdélný půdorys a sedlovou střechu, v jejímž středu se tyčil velký sanktusník. Vstupní průčelí zdůrazňoval zdobný štít. Zanikla po roce 1945.[13]
- Asi 800 metrů jihozápadně od vesnice (na okraji katastrálního území Mašťov) roste na pravém břehu Liboce dub letní chráněný jako památný strom.[14]

## Osobnosti
V letech 1930–1945 v Radechově na rodinném statku (čp. 10) žila a tvořila sochařka Gabriela Waldert, dcera podnikatele a podnikatele Franze Walderta.